# Північнонімецький федеральний флот
Північнонімецький федеральний флот (нім. Norddeutsche Bundesmarine або нім. Marine des Norddeutschen Bundes) — був військово-морськими силами Північнонімецької конфедерації. Був сформований на основі Прусського флоту у 1867 році. Його наступником стали Імперські військово-морські сили Німеччини створені у 1871.
У франко-прусській війні, 1870—1871, флот кілька разів вступав в бій з ворогом. Це включає кілька незначних сутичок у Північному та Балтійському морях між німецькими береговими силами та французьким блокадним флотом, а також битва біля Гавани між канонеркою Метеор та французьким авізо Bouvet. Загалом, через малі розміри та часті збої у роботі механізмів більшості панцерників, флот не сильно вплинув. З іншого боку французький флот не зміг в повному обсязі використати свої сили для висадки десантів на узбережжя Пруссії, через поразки які німці завдавали на сущі.

## Створення
Після завершення німецько-датської (1864) та австро-прусської (1866) воєн законом від 9 листопада 1867 року було утворено Північнонімецький федеральний флот. Його створили на основі військово-морських сил Пруссії, він складалася з власне флоту та берегової оборони. Інші держави-члени Північнонімецького Союзу не мали власних військово-морських сил, але були зобов'язані платити внески, а також надавали людей для екіпажів. Тим не менше, Північнонімецький федеральний флот все ще був підпорядкований Прусському військово-морському міністерству.
Чорно-біло-червоний прапор Федеральної Конституції об'єднав кольори Королівства Пруссія з ганзейськими містами. Головнокомандувачем став принц Адальберт Прусський. Північнонімецький рейхстаг затвердив план заснування військово-морського флоту 1867 року, який передбачав наступні великі судна:
- шість панцерників
- дев'ять корветів
- вісім авізо

План розвитку флоту було розраховано на 10 років. Проте нові кораблі надходили повільно, з одного боку через брак коштів, з іншого через обмежені можливості верфі. В результаті панцерники та важливі частини, такі як парові машини, купували за кордоном. Дефіцит великих кораблів частково сповільнив будівництво менших одиниць, які могли взяти на себе частину завдань великих суден — наприклад, канонерські човни замість корветів, могли нести службу стаціонерів за кордоном.

## Завдання та розробка
Ще 1865 році прусський ландтаг відхилив закон про заїм для Прусського флота. Проте у грудні 1867 року Північнонімецький Рейхстаг підтримав кредит для федерального флоту. На меті був захист морської торгівлі Німеччини. Крім того була потреба у захисті портів та узбережжя Північної Німеччини. А також була потреба в перериванні торговельних шляхів ворога і атакувати його флоти, узбережжя та порти. Ці ідеї були далекими від ідей принца Адальберта, який мріяв про стратегічний бойовий флот.
Керівник відділу військово-морського флоту став граф Рон. 17 червня 1869 року в Вільгельмсгафені було відкрито нову військово-морську базу, далі базу створили в Кілі. Крім того, існувала Королівська суднобудівна верфь у Данцигу, яка стала єдиною суднобудівною верф'ю для Північнонімецького Федерального флоту. Суднобудівні підприємства та об'єкти у Вільгельмсгафені та Кілі були ще в стадії будівництва і могли використовуватися лише частково. Інші бази та верфі були на осторві Денгольм, в Свіноуйсьце та у Гестемюнде.

## Операції
У мирний історії молодого флоту було кілька важливих подій. Після 15 років будівництва, 17 червня 1869 року, було відкрито Ядденгафн у Вільгельмсгафені. Пізніше принц Адальберт назвав це одним з найбільших досягнень. Коли у листопаді 1869 року було відкрито Суецький канал, цесаревич Фрідріх-Вільгельм був присутній там на своїй яхті. Тоді північнонімецький корвет Герта пройшов Суецьким каналом до Східної Азії.
Після участі в французько-прусській війні, в 1872 році північнонімецький федеральний флот було перейменовано на Kaiserliche Marine.